# 폴라 팍스
폴라 팍스(Paula Fox, 1923년 4월 22일 ~ 2017년 3월 1일)는 미국의 소설가이다. 1974년 《The Slave Dancer》로 뉴베리 상을 받았고, 어린이 책 작가로서의 공로를 인정받아 1978년에는 한스 크리스티앙 안데르센 상을 수상했다.

## 생애
폴라 팍스는 1923년 뉴욕에서 태어났다. 아버지 폴 허비 팍스는 영화 각본을 쓰며 영어를 가르쳤고, 어머니 엘지 데 솔라 팍스는 쿠바 출신이었다. 폴라 팍스는 태어나자 마자 어머니에게 버려져 외할머니와 지내며 뉴욕, 쿠바, 플로리다를 전전했다. 팍스는 5살 때 처음 만난 어머지가 자신을 전쟁 포로처럼 대했다고 기억한다.
팍스가 20살에 낳아 입양 보낸 딸 린다 캐롤은 후에 심리치료사가 되며 음악가 코트니 러브를 낳는다.
팍스는 후에 컬럼비아 대학교에 다녔다. 문학비평가이자 번역가인 마틴 그린스버그와의 두번째 결혼을 한 뒤 선생님으로 여러 해 일했다. 40대에 접어들어서야 첫 번째 소설 《Poor George》를 완성했다. 이 작품을 포함해 그녀의 어른용 소설은 모두 비평적으로는 성과를 이루지만 잘 팔리지 않았다. 1992년을 기해 그녀의 소설 6권은 모두 출판이 중단되었다.

## 작품
| - 1966 Maurice's Room (illustrated by Ingrid Fetz) - 1967 How Many Miles to Babylon? (illus. Paul Giovanopoulos) - 1967 A Likely Place (illus. Edward Ardizzone) - 1968 Dear Prosper (illus. Steve McLachlin) - 1968 The Stone-Faced Boy (illus. Donald A. Mackay) - 1969 Hungry Fred (illus. Rosemary Wells) - 1969 The King's Falcon (illus. Eros Keith) - 1969 Portrait of Ivan (illus. Saul Lambert) - 1970 Blowfish Live in the Sea - 1973 Good Ethan (illus. Arnold Lobel) - 1974 The Slave Dancer (illus. Eros Keith) - 1978 The Little Swineherd and Other Tales (1996 edition illus. Robert Byrd) - 1980 A Place Apart - 1984 One-Eyed Cat' - 1986 The Moonlight Man ISBN 0-02-735480-6 - 1987 Lily and the Lost Boy (also as The Lost Boy) ISBN 0-531-08320-9 - 1988 The Village by the Sea (also as In a Place of Darkness) - 1991 Monkey Island (book)\|Monkey Island - 1993 Western Wind - 1995 The Eagle Kite (also as The Gathering Darkness) - 1997 Radiance Descending'" - 1999 Amzat and His Brothers: Three Italian Tales | - 2001 Borrowed Finery - 2005 The Coldest Winter: A Stringer in Liberated Europe - 1967 Poor George - 1970 Desperate Characters - 1972 The Western Coast - 1976 The Widow's Children - 1984 A Servant's Tale - 1990 The God of Nightmares - 2011 News from the World: Stories and Essays |